# 欧夏至草属
欧夏至草属（学名：Marrubium）是唇形科下的一个属，为多年生、少数一年生草本植物。该属共有约40种，主要分布于欧亚大陆温带及非洲北部。